# 安東尼奧·洛加利奧·施華·奧利華拉
安東尼奧·洛加利奧·施華·奧利華拉，（英語：Antônio Rogério Silva Oliveira，1981年11月21日），巴西职业足球运动员，现效力全南天龍。

## 連結
- Template:K-League Profile
- Sambafoot Profile[永久]